# Крај историје и последњи човек
Крај историје и последњи човек јесте књига Франсиса Фукујаме из 1992. године, која представља проширење есеја „Крај историје?”.
Књига је објављена у САД 1992. године. Штампана је у преко двадесет иностраних издања. Сматра се светским теоријским бестселером. Дело је добило награду критике листа ЛА тајмс.